# Glynn Isaac
Glynn Llywelyn Isaac, né le 19 novembre 1937 au Cap (Afrique du Sud) et mort le 5 octobre 1985 à Yokosuka (Japon), est un paléoanthropologue sud-africain, spécialiste de l'origine et de l'évolution de l'Homme en Afrique.

## Formation
Glynn Isaac est l'un des deux fils jumeaux des botanistes William Edwyn Isaac et Frances Margaret Leighton.
Il obtient son premier diplôme de l'université du Cap en 1958, avant d'étudier à Peterhouse (université de Cambridge) pour son doctorat (PhD), qu'il obtient en 1969.

## Carrière
Glynn Isaac est directeur des sites préhistoriques du Kenya de 1961 à 1962 et directeur adjoint du Centre de préhistoire et de paléontologie des Musées nationaux du Kenya de 1963 à 1965. Travaillant avec Richard Leakey, il est co-directeur du projet East African Koobi Fora.
En 1966, il rejoint le département d'anthropologie de l'université de Californie à Berkeley et en 1983, il est nommé professeur d'anthropologie à l'université Harvard, où il développe de nouveaux projets de recherche au moment de sa mort. Son frère jumeau, Rhys Isaac, est historien, enseignant à l'université La Trobe, en Australie.
Glynn Isaac est mort en 1985 à Yokosuka, au Japon, des suites d'une maladie, à l'âge de 47 ans.

## Travaux
On se souvient surtout de Glynn Isaac pour une série d'articles et d'idées qui tentent de combiner le registre fossile et archéologique existant avec des modèles de comportement humain et d'activité humaine du point de vue de l'évolution. Au début des années 1970, Glynn Isaac publie sur l'effet des réseaux sociaux, de la cueillette, de la consommation de viande et d'autres facteurs sur l'évolution humaine, et propose une série de modèles pour examiner comment des groupes d'humains au Paléolithique inférieur interagissent les uns avec les autres. Les modèles d'Isaac se sont concentrés sur une « base d'attache » et l'importance de la division sexuelle du travail sur l'organisation sociale des Hominina.

## Publications
- avec Elizabeth Richards McCown, W.A. Benjamin, Human Origins: Louis Leakey and the East African Evidence, 1976
- Olorgesailie: Archaeological Studies of the Middle Lake Basin in Kenya, University of Chicago Press, 1977
- The food-sharing behavior of protohuman hominids, Scientific American, vol. 238, p.90-108, 1978
- The Archaeology of Human Origins, Cambridge University Press, 1989 (posthume)
- Koobi Fora Research Project: Plio-Pleistocene Archaeology, Clarendon Press, 1997 (posthume)